# 梨形蟲目
梨形蟲目是一個囊泡虫的目，屬於顶复门无类锥体纲的一個分支。它通過二分裂法繁殖。梨形蟲目下屬的科有泰勒科以及巴貝斯科。